# Yakov Ivanovitch Boulgakov
Yakov Ivanovitch Boulgakov (en russe : Яков Иванович Булгаков) né à Moscou le 15 octobre 1743 – mort à Moscou le 7 juillet 1809, est un diplomate russe qui fut ambassadeur de Russie dans l'Empire ottoman (1781 et 1787), retenu prisonnier pendant la guerre russo-turque de 1787 à 1789, puis ambassadeur en Pologne (1790-1792).